# 정국거

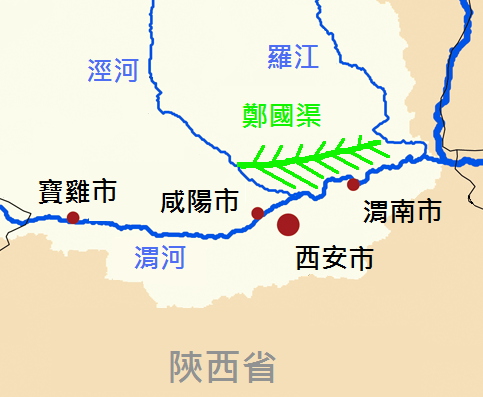
정국거의 위치

정국거(鄭國渠)는 중국 산시성 징양현 샹란촌 징커우 지역에 있는 관개용 운하로, 전국 시대의 공학자 정국의 주도로 지어졌다.

## 같이 보기
- 두장옌
- 대운하